# Ślimacznikowate

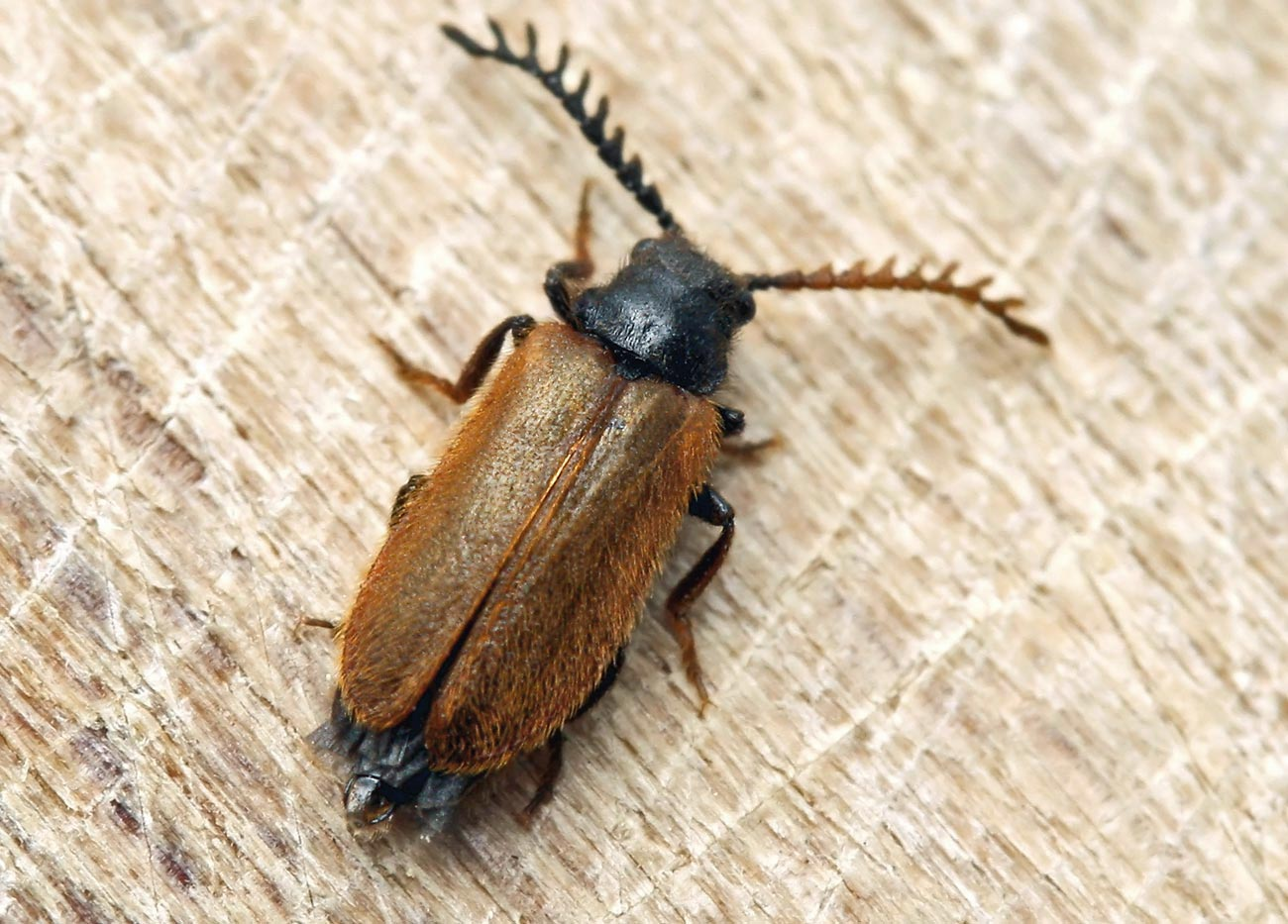
Samiec Drilus flavescens

Ślimacznikowate (Drilini) – plemię chrząszczy wielożernych z rodziny sprężykowatych, wyróżniane do niedawna jako osobna rodzina Drilidae.
U osobników dorosłych występuje silny dymorfizm płciowy. Samce mają zawsze w pełni rozwinięte skrzydła tylne, podczas gdy samice są bezskrzydłe, larwokształtne i prowadzą skryty tryb życia. Dymorfizm płciowy zaznacza się także w wielkości owadów – samice afrykańskiego gatunku Selasia unicolor są dziesięciokrotnie większe od samców
Larwy są wyspecjalizowanymi drapieżnikami polującymi na ślimaki. Ciało ich jest długie, niekiedy (zwłaszcza w ostatnim stadium) C-kształtnie wygięte, oprócz ostatniego stadium porośnięte długimi szczecinkami. U rodzajów Drilus i Malacogaster ciało z pigmentowanymi, twardymi tergitami i słabiej zesklerotyzowanymi sternitami. Głowę mają krótką, prognatyczną, wyposażoną w trójczłonowe czułki, czteroczłonowe głaszczki szczękowe, dwuczłonowe głaszczki wargowe i wąskie, sierpowate (w ostatnim stadium silnie zredukowane) żuwaczki. Mózg położony jest w zapotylicznej części głowy. Przedtułów jest prawie tak długi jak śródtułów i zatułów razem wzięte, nieco rozszerzony ku tyłowi. Odnóża są pięcioczłonowe z dwoma szpatułkowatymi szczecinkami na przedstopiu, w ostatnim stadium skrócone. Odwłok ma wyrostki pleuralne i boczne tergalne, w ostatnim stadium zredukowane. Dziewiąty tergit wyposażony jest w parę urogomf.
W Palearktyce występuje około 230 gatunków. Biologia ślimacznikowatych jest słabo poznana. W Polsce występuje jeden gatunek, Drilus concolor.

## Systematyka
Takson ten powszechnie wyróżniany był z rangą rodziny (np. systemy Lawrence'a i Newtona z 1995, Lawrence'a i innych z 2011 oraz Boucharda i innych z 2011), jednak wyniki wszystkich przeprowadzonych analiz molekularnych podważają zasadność takiego kroku. W 2011 Kundrata i Bocák na podstawie badań DNA rybosomalnego i mitochondrialnego obniżyli ślimacznikowate do rangi plemienia Drilini w obrębie Agrypninae (podrodzina sprężykowatych), wyłączając zeń rodzaje Pseudeuanoma i Euanoma, które umieszczone zostały w rozgniotkowatych.
Należą tu 4 rodzaje:
- Drilus Olivier, 1790
- Malacogaster Bassi, 1834
- Selasia Laporte, 1836
- Paradrilus Kiesenwetter, 1865